# مرکز فرهنگی شیخ جابر الاحمد
مرکز فرهنگی شیخ جابر الاحمد که به‌طور غیررسمی به خانه اپرای کویت معروف است، یک مرکز فرهنگی برجسته در کویت است که در جاده خلیج فارس در پایتخت کویت واقع شده‌است. این مرکز بزرگترین مرکز فرهنگی و سالن اپرای خاورمیانه است. این مجموعه فرهنگی شامل سینما، سالن تئاتر، سالن کنسرت، مراکز موسیقی، سالن کنفرانس و نمایشگاه، کتابخانه، مرکز اسناد تاریخی و پارک عمومی است.